# Surinamské letectvo
Surinamské letectvo (nizozemsky Surinaamse Luchtmacht, zkratkou LUMA) je letecká složka ozbrojených sil Surinamu.

## Přehled letecké techniky
Tabulka obsahuje přehled letecké techniky vzdušných sil Surinamu podle 

Flightglobal.com.
| Název      | Fotografie | Původ     | Určení                  | Verze     | V aktivní službě | Poznámky                                                |
| Vrtulníky  | Vrtulníky  | Vrtulníky | Vrtulníky               | Vrtulníky | Vrtulníky        | Vrtulníky                                               |
| ---------- | ---------- | --------- | ----------------------- | --------- | ---------------- | ------------------------------------------------------- |
| HAL Chetak |            | Indie     | lehký užitkový vrtulník |           | 3                | Licenční varianta francouzského typu SA316 Alouette III |